# Précigné
Précigné est une commune française, située dans le département de la Sarthe en région Pays de la Loire, peuplée de 2 900 habitants.
La commune fait partie de la province historique de l'Anjou, et se situe dans le Baugeois.

## Géographie

### Situation
Précigné est une commune située dans le département de la Sarthe et appartenait jusqu'en 1789 au Haut Anjou. Elle est située au cœur de la vallée de la Sarthe, à 8 km au sud du centre-ville de Sablé-sur-Sarthe, à 47 km à l'ouest-sud-ouest de la cathédrale Saint-Julien du Mans, à 37 km du château d'Angers, à 48 km du centre de Laval.
La commune a une superficie de 5 785 ha, ce qui en fait la troisième commune du département de la Sarthe après La Flèche et Parigné-l'Évêque.
La commune est composée de plusieurs lotissements, dont un grand situé sur la route de Louailles. Elle possède une grande place pour l'église. La mairie et la poste ont été entièrement rénovées pour permettre l'accès aux fauteuils roulants.
| Pincé, Saint-Denis-d'Anjou (Mayenne)                         | Courtillers      | Vion, Louailles      |
|                                                              | Précigné         |                      |
| Morannes-sur-Sarthe (comm. dél. de Morannes, Maine-et-Loire) | Notre-Dame-du-Pé | La Chapelle-d'Aligné |

### Voies de communication et transports
On peut accéder à Précigné par l’autoroute A11 (sortie Sablé-La Flèche à 10 km) ou par TGV (gare de Sablé à 10 km). L’aéroport d’Angers-Marcé en est distant d’une trentaine de kilomètres.
La commune fait partie de la province historique de l'Anjou (Baugeois).

### Géologie
Précigné figure en bonne place sur la carte géologique comme limite du Massif armoricain et du Bassin parisien. Les terrains à l’ouest du bourg appartiennent au Massif armoricain (dolérite aux Mardelles, microgranulite vers Bienvenue, grès primaire de La Poterie à La Chevalerie).
Les formations du Bassin parisien s’étendent à l’est et au sud (Jurassique et Crétacé). Les grès sont porteurs des bois et des landes.
Seule la bande calcaire qui coupe la commune du nord au sud, dans l’axe du bourg, donne de la bonne terre.

### Hydrographie
- La Sarthe sépare Précigné de Saint-Denis-d'Anjou.
- Le ruisseau des Gravières et celui des Turaudières bordent Pincé.
- Le ruisseau du Prémont (ou de la Belle Hoirie) a sa source à Courtillers ; il passe par Le Perray pour atteindre la Fontaine sans Fond.
- Le ruisseau de la Joyère (ou de Rimbert), limite avec Louailles, la rejoint aussi.
- La Fontaine sans Fond vient de Vion, elle passe à Louailles et longe la forêt de Malpaire. Du nord du bourg, elle va rejoindre la Voutonne au lieu appelé Les Planches du Plessis au Maire.
- La Voutonne prend sa source aux Alignés. Venant de La Chapelle-d'Aligné, elle traverse Précigné d’est en ouest et va se jeter dans la Sarthe près d’Enfernel.
- Le ruisseau des Plesses, qui prend sa source en ce lieu, passe à la Vairie avant de rejoindre la Voutonne au Coudray.
- Modeste, le Rodiveau traverse Précigné sur environ 300 m entre La Chapelle-d’Aligné et Notre-Dame-du-Pé.

### Lieux-dits
Sur le territoire de la commune figurent les hameaux de la Roche Davy, du Clos Faubin, du Tremblay.

### Climat
Pour des articles plus généraux, voir Climat des Pays de la Loire et Climat de la Sarthe.
En 2010, le climat de la commune est de type climat océanique altéré, selon une étude du CNRS s'appuyant sur une série de données couvrant la période 1971-2000. En 2020, Météo-France publie une typologie des climats de la France métropolitaine dans laquelle la commune est exposée à un climat océanique et est dans la région climatique  Moyenne vallée de la Loire, caractérisée par une bonne insolation (1 850 h/an) et un été peu pluvieux. 
Pour la période 1971-2000, la température annuelle moyenne est de 11,6 °C, avec une amplitude thermique annuelle de 14,3 °C. Le cumul annuel moyen de précipitations est de 678 mm, avec 11,5 jours de précipitations en janvier et 6,2 jours en juillet. Pour la période 1991-2020, la température moyenne annuelle observée sur la station météorologique de Météo-France la plus proche, sur la commune de Saint-Loup-du-Dorat à 16 km à vol d'oiseau, est de 12,2 °C et le cumul annuel moyen de précipitations est de 760,0 mm,. Pour l'avenir, les paramètres climatiques de la commune estimés pour 2050 selon différents scénarios d'émission de gaz à effet de serre sont consultables sur un site dédié publié par Météo-France en novembre 2022.

## Urbanisme

### Typologie
Au 1er janvier 2024, Précigné est catégorisée bourg rural, selon la nouvelle grille communale de densité à sept niveaux définie par l'Insee en 2022.
Elle appartient à l'unité urbaine de Précigné, une unité urbaine monocommunale constituant une ville isolée,. Par ailleurs la commune fait partie de l'aire d'attraction de Sablé-sur-Sarthe, dont elle est une commune de la couronne,. Cette aire, qui regroupe 39 communes, est catégorisée dans les aires de moins de 50 000 habitants,.

## Toponymie
Le village est attesté dès 778 sous la forme Prisciniacus. Ces formes anciennes sont comparables à celle de Pressagny (Eure, Prisciniacus 729, 876), les divers Pressigny (Indre-et-Loire, Loiret, Haute-Marne, etc. Prisciniacus 840 - 843 ; Prisciniacus XIe siècle ; etc.) et Pressignac (Charente, de Presinhaco 1280, forme occitane latinisée),.
Il s'agit d'un archétype gallo-roman composé avec le nom d'homme latin Priscinus (porté par un indigène gaulois), suivi d' -i-acum, suffixe d'origine celtique marquant la propriété,.
Dès le XVIIe siècle, on note la graphie « Pressigné », conformément à l'évolution phonétique du suffixe i-acum dans l'ouest (voir article -acum).
L'explication Pratum Ignitum « pré ardent, brûlé » est une fausse étymologie savante qui ne correspond pas du tout aux formes anciennes. De plus, le mot latin ignitus a donné « igné », emprunt savant du XVe siècle appliqué à l'art militaire, qui peut difficilement avoir été combiné avec le mot pré (< PRATU) à époque ancienne. Le mot latin ignis et ses dérivés ne se sont d'ailleurs pas implantés dans le latin de Gaule. Enfin, c'est phonétiquement impossible car l'évolution d'un tel composé aurait dû se faire en *Praigné.
Le gentilé est Précignéen.

## Histoire
La création du village étant attribuée aux moines défricheurs de l’abbaye du Perray-Neuf fondée en ces lieux vers 1299 par Guillaume des Roches, seigneur de Sablé et sénéchal d'Anjou.
Un village dans une clairière
À l’origine, la forêt régnait à peu près partout, vaste territoire de chasse et, déjà, de conquête et de refuge où un groupe humain a pu se fixer. Ainsi peut-on s’imaginer l’installation de ces habitants primitifs dans « une clairière naturelle un peu sauvage ».
C’est probablement par des sentiers longeant la Voutonne — la Vultunna celtique — qu’ils rejoignaient la rivière Sarthe.
Jusqu’au XIXe siècle, l’accès à Précigné était relativement difficile. Il se limitait au chemin dit « de Saint Martin » qui joignait Sablé à Morannes à travers la campagne : la Roche Davy, la Chaussée, le bois Saint-Martin.
Avant l’Histoire
Seule la toponymie peut nous donner quelques indications sur la période antérieure à la conquête romaine : bois des Haches pour la préhistoire.
Au temps des Celtes
Les Celtes envahissent le territoire au Ve siècle av. J.-C.
Précigné se trouvait dans la zone frontière séparant les Cénomans des Andecaves au sud. Ces zones frontalières étaient marquées, pour l’essentiel, par un cours d’eau, un massif forestier, voire une vaste étendue de landes et de marécages. Elles constituaient une séparation au « caractère quasi sacré ».
Ce fut le rôle de la Fontaine sans Fond, au nom primitif de Guélande, alias Guérande (du gaulois equo randa, limite d’eau, cf. equoranda).
L’habitat celtique, huttes cylindriques de bois et de terre légèrement enfoncées dans le sol — où elles ont laissé des trous —, se retrouve dans les Mardelles, route de Pincé.
Les Cadurques, fort renommés en Gaule pour leur fabrication de poteries, et derniers résistants à César, laissent leur nom en 1060 sur le lieu de Sourches.
À l’époque gauloise, les voies de communication sont déjà nombreuses : il n’y a qu’à voir l’avancée des armées de César. Elles seront améliorées puis remplacées par les voies romaines.
- Précigné partagea son histoire avec l'Anjou. Précigné fait partie aujourd'hui du Maine angevin.
- Au Moyen Âge, la paroisse faisait partie de la sénéchaussée angevine de La Flèche.
- Sous l'Ancien Régime, la commune était rattachée au pays d'élection de La Flèche.
- Lors de la Révolution française, la commune fut, comme toutes celles de la sénéchaussée de La Flèche, rattachée au nouveau département de la Sarthe.
- En 1801, lors du Concordat, la paroisse fut détachée du diocèse d'Angers pour celui du Mans.

## Politique et administration

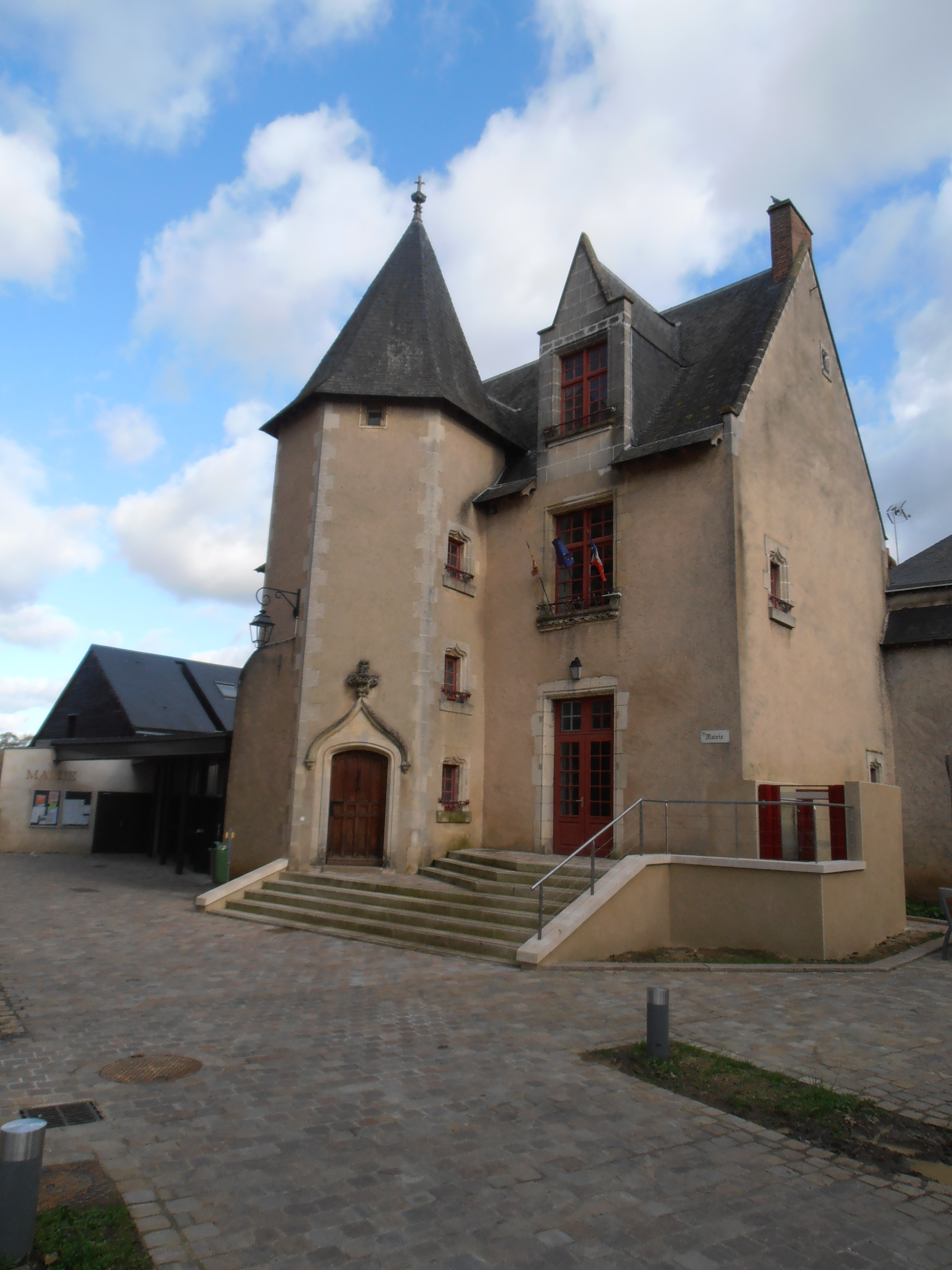
La mairie.

### Rattachements administratifs et électoraux
Précigné fait partie de la communauté de communes du Pays Sabolien et du canton de Sablé-sur-Sarthe, et dépend de la sous-préfecture de La Flèche.

### Administration municipale
Le nombre d'habitants au dernier recensement étant compris entre 2 500 et 3 499, le nombre de membres du conseil municipal est de 23.

### Partenariats
- Wewelsburg (de) (Allemagne) depuis 1991
- 2e régiment d'infanterie de marine, 4e compagnie : binomage

## Équipements et services publics

### Enseignement
- Deux maternelles et deux écoles primaires
- L'Académie musicale de Liesse, fondée en 2014 au carmel de Liesse-Notre-Dame et qui déménage à Précigné en 2022 dans des bâtiments de la congrégation des Marianites de Sainte-Croix (anciennement couvent, collège, petit séminaire et maison de retraite). Il s'agit d'un établissement primaire et secondaire catholique. Cet internat, école maîtrisienne, met particulièrement l'accent sur l'apprentissage de la musique (chant et instrument)[22].

### Santé
- Services à la personne : maison de retraite, résidence services seniors.

## Population et société

### Démographie
L'évolution du nombre d'habitants est connue à travers les recensements de la population effectués dans la commune depuis 1793. Pour les communes de moins de 10 000 habitants, une enquête de recensement portant sur toute la population est réalisée tous les cinq ans, les populations de référence des années intermédiaires étant quant à elles estimées par interpolation ou extrapolation. Pour la commune, le premier recensement exhaustif entrant dans le cadre du nouveau dispositif a été réalisé en 2008.
En 2022, la commune comptait 2 900 habitants, en évolution de −2,72 % par rapport à 2016 (Sarthe : −0,25 %, France hors Mayotte : +2,11 %).
| 1793  | 1800  | 1806  | 1821  | 1831  | 1836  | 1841  | 1846  | 1851  |
| ----- | ----- | ----- | ----- | ----- | ----- | ----- | ----- | ----- |
| 2 034 | 1 759 | 1 774 | 1 950 | 2 463 | 2 474 | 2 892 | 2 956 | 3 053 |

| 1856  | 1861  | 1866  | 1872  | 1876  | 1881  | 1886  | 1891  | 1896  |
| ----- | ----- | ----- | ----- | ----- | ----- | ----- | ----- | ----- |
| 3 006 | 2 947 | 2 922 | 2 682 | 2 697 | 2 700 | 2 625 | 2 587 | 2 495 |

| 1901  | 1906  | 1911  | 1921  | 1926  | 1931  | 1936  | 1946  | 1954  |
| ----- | ----- | ----- | ----- | ----- | ----- | ----- | ----- | ----- |
| 2 357 | 2 350 | 2 198 | 1 992 | 2 037 | 2 046 | 2 146 | 2 537 | 2 561 |

| 1962  | 1968  | 1975  | 1982  | 1990  | 1999  | 2006  | 2008  | 2013  |
| ----- | ----- | ----- | ----- | ----- | ----- | ----- | ----- | ----- |
| 2 376 | 2 145 | 2 111 | 2 110 | 2 299 | 2 645 | 2 841 | 2 896 | 3 035 |

| 2018  | 2022  | - | - | - | - | - | - | - |
| ----- | ----- | - | - | - | - | - | - | - |
| 2 965 | 2 900 | - | - | - | - | - | - | - |

- structure de la population : hommes 49,8 %, femmes 50,2 %.
- répartition par âges : 0-14 ans 20,8 % ; 15-29 ans 19,8 % ; 30-44 ans 23,7 % ; 45-59 ans 14,9 % ; 60-74 ans 12,7 % ; 75-94 ans 7,6 % ; 95 ans ou plus 0,5 %.

### Manifestations culturelles et festivités
- Week-end de Pâques : rassemblement international de side-cars.
- Dernier dimanche de juillet : fête de Précigné.
- Spectacle son et lumière, dont 2014 est la 5e édition[27].

### Sports et loisirs
- Une salle des fêtes (grande salle pour 400 personnes, avec cuisine, petite salle avec gradins amovibles pour 100 personnes)
- Sport : salle omnisports, terrain de foot, piscine, courts de tennis, boulodrome, boule de fort plus city stade
- Trente associations culturelles et sportives
- Camping, hôtel, gîtes, restaurant, café-PMU

## Économie

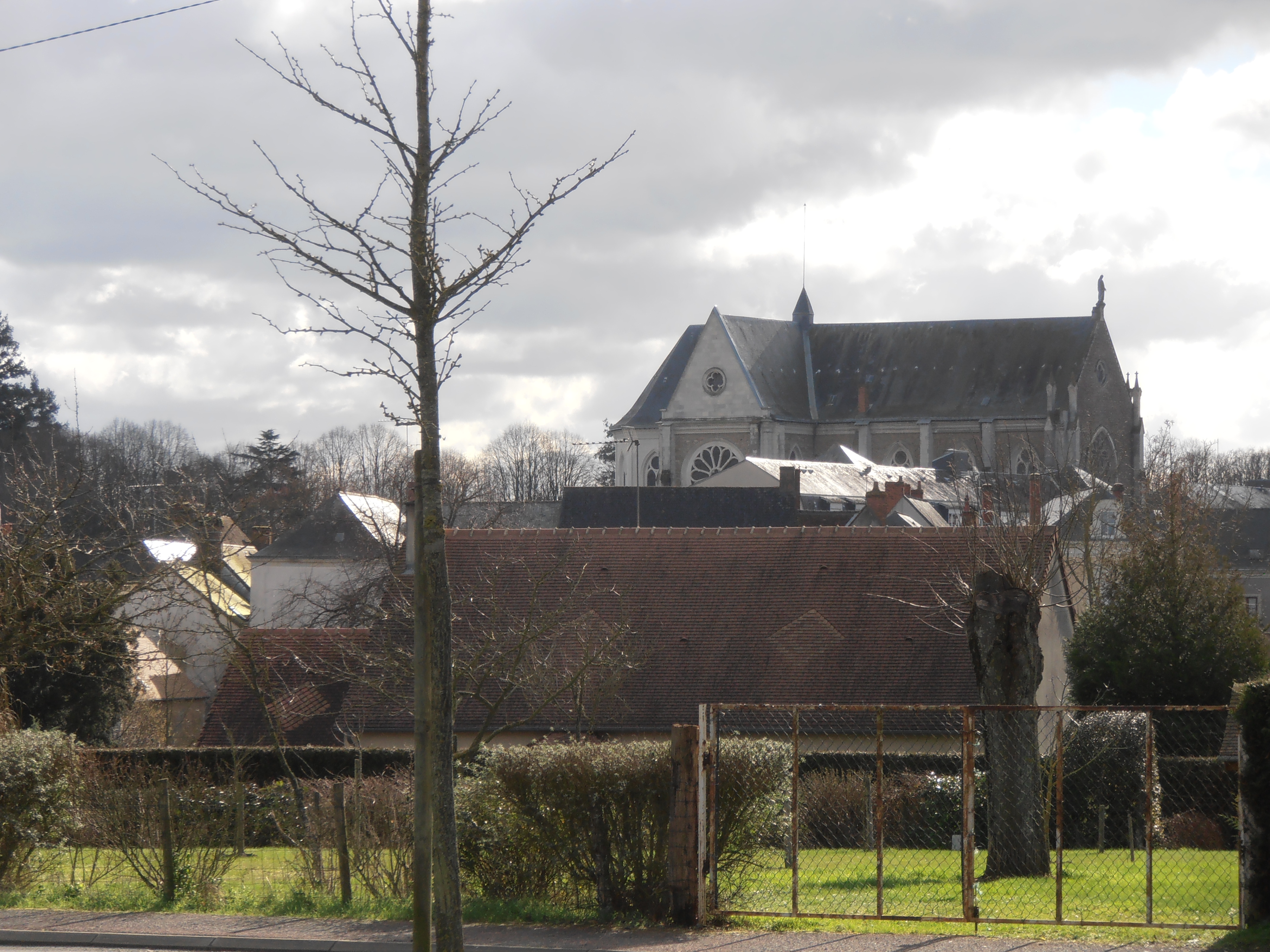
Vue sur Précigné avec la chapelle du centre médico-social Basile-Moreau.

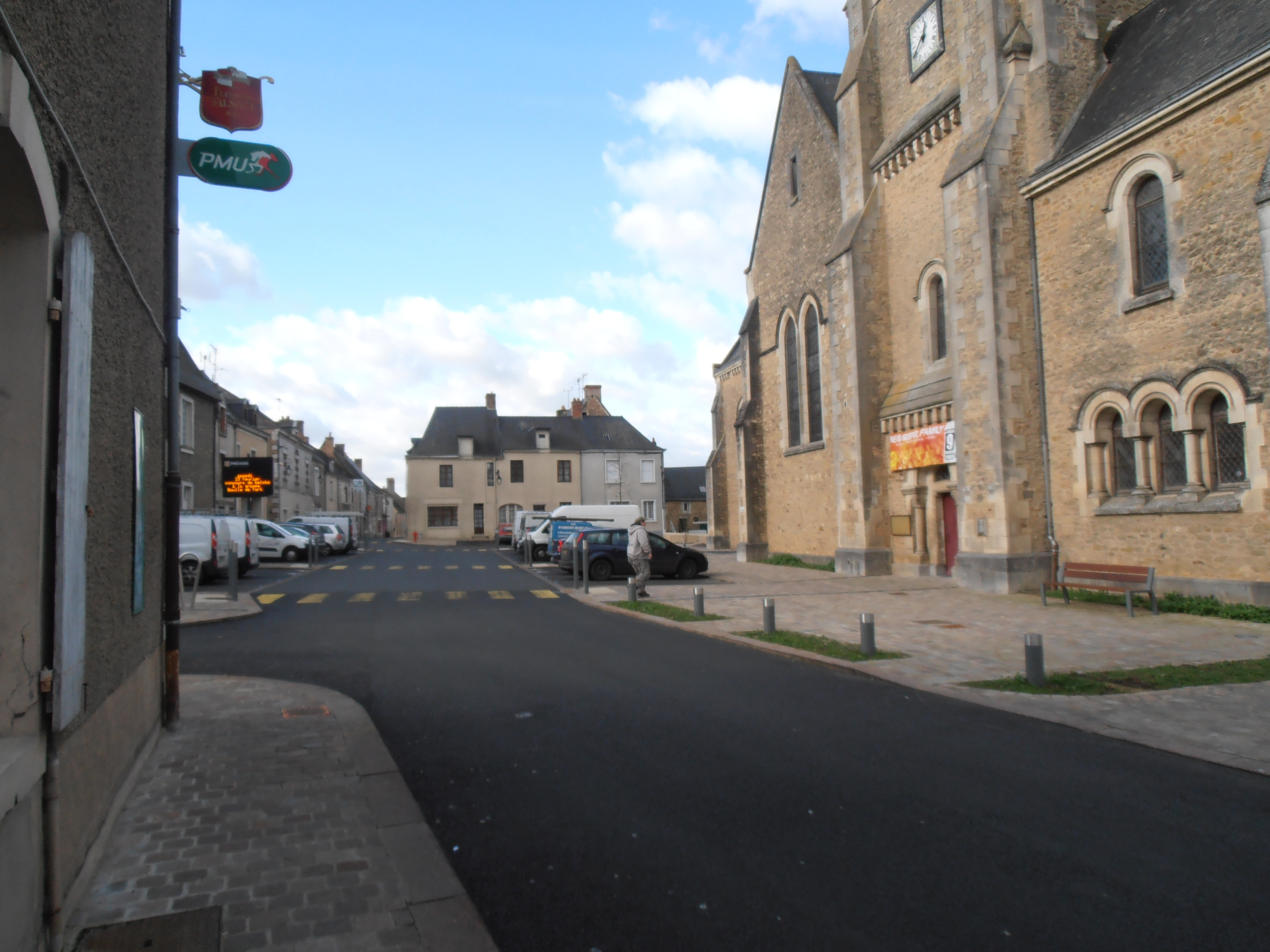
La place Saint-Pierre où se déroule le marché hebdomadaire.

Commune rurale, Précigné fait une large place à l’agriculture (élevage de bovins, de porcs, de volailles). L’industrie y est également bien représentée avec des usines (plasturgie, armement, mécanique de précision), ainsi que les services avec, en premier lieu, le centre médico-social Basile-Moreau.
On y trouve de nombreux commerces : un supermarché qui assure aussi les services postaux, une maison de la presse-bureau de tabac, trois coiffeurs, une boutique d’esthétique, une boucherie-charcuterie, une boulangerie-pâtisserie, une pharmacie, une couturière-mercière, une fleuriste. Un marché hebdomadaire a lieu le samedi matin.
- Services : , notaire, deux banques, deux garages, une station service, un restaurant et un café-PMU, un hôtel ;
- Soins : médecin, ostéopathe, kinésithérapeute, pharmacie, infirmières ;
- Artisanat développé.

## Culture locale et patrimoine

### Lieux et monuments
- Château de Bois-Dauphin : la majeure partie des bâtiments actuels sont du XIXe siècle. Quelques éléments Renaissance, dont la chapelle Saint Jean-Baptiste proviennent d'une précédente demeure édifiée à la fin du XVe ou au début du XVIe siècle. Bois-Dauphin donna son nom à une branche de la Maison de Montmorency Laval, les Laval Bois Dauphin, également possessionnés du marquisat de Sablé[28]. Jusqu'au milieu du XIXe siècle, Bois Dauphin a la même destinée que le château de Sablé, en étant vendu en 1711 par les Servien, à Jean-Baptiste Colbert de Torcy. Des Colbert, Bois Dauphin se transmet par alliances aux de La Porte de Riantz, puis aux Rougé. Propriété privée visible de la route, non ouverte à la visite.
- Le Perray-Neuf : au XIIe siècle importante abbaye dont il ne reste que l’élégant logis abbatial rénové entre 1675 et 1710. Inscrit monument historique. Ouvert à la visite lors des journées du patrimoine.
- Manoir de Sourches : logis du XVe siècle entourée de douves. Remarquable jardin médiéval : charmille, topiaires, jardin secret ; cuisine-boulangerie, chapelle. Visites en juillet-août et lors du week-end des jardins et des journées du patrimoine.
- Moulin à vent de la Vairie : moulin tour construit pour le manoir du même nom, aujourd’hui disparu. Il a perdu ses ailes mais reste remarquable. Propriété privée.
- Vieilles demeures du bourg : village à l’architecture très riche en vieilles maisons de caractère. Un parcours est à la disposition des visiteurs sur le site de la commune.

#### Patrimoine religieux
- Église Saint-Pierre : chœur de style Plantagenêt du XIIIe siècle (monument historique). Remarquables stalles sculptées du XVe siècle. Bel ensemble de vitraux début XXe.
- Chapelle Saint-Ménelé : située à 3 km du bourg. Chœur et contreforts des XIIe et XIIIe siècles, nef du XVIIIe siècle. Dédiée à saint Ménelé ou Ménélé (célébré le 22 juillet), né à Précigné au VIIe siècle dans une famille noble, fondateur de l’abbaye de Menat en Auvergne. La chapelle est une propriété privée qui se visite uniquement sur demande à l’office du tourisme de Sablé-sur-Sarthe.

Les deux saints locauxMénelé (ou Ménélé) et Savinien
On doit à l’abbé Louis Persigan, chanoine du Mans, la première étude sur son compatriote précignéen : il chante saint Ménelé et contribue au rétablissement de son culte (1877).
Saint Ménelé naquit vers 654-660 en Anjou, sur le territoire de Précigné. Plus précisément aux Parillés, à environ 3,5 km du bourg. Puissant seigneur, son père s’appelait Amanulfe et sa mère Docule. Dès sa tendre enfance, Ménelé montrait un caractère très pieux. Il aimait se recueillir et prier, notamment à la chapelle Saint-Martin de Précigné. Il choisit de se consacrer à Dieu. Mais son père, voyant en lui sa descendance, l’impliquait dans la gestion de son domaine et tentait de le marier. Il lui trouva une fiancée digne de son rang : Sense, fille d’un seigneur Baronte habitant Nantilly près de Saumur. La veille de ses noces, Ménelé s’enfuit des Parillés accompagné de deux jeunes serviteurs, Savinien et Constance. Les trois fugitifs arrivent en Auvergne, rencontrent un moine nommé Théofred et le suivent dans son abbaye de Carméry où ils restent sept ans.
À la suite d'une vision, Ménelé décide de s’installer à Menat et d’y relever l’ancien monastère en ruines. Ménelé et Savinien réussissent si bien dans ce projet que Menat devient prospère. Ménelé est élevé à la dignité d’abbé. À sa mort, le 22 juillet 720. Savinien lui succède.
Sur l’intervention du marquis de Torcy, seigneur de Sablé et de Bois-Dauphin, des reliques des deux saints sont accueillies à la paroisse en 1712.
La chapelle Saint-Ménelé
La chapelle et la terre attenante relevaient féodalement du fief de la Motte-Lésiard à Notre-Dame du Pé. En 1790, le père Jacques Colombeau, principal du collège de Précigné, fit au district de Sablé déclaration de ses bénéfices — dont celui de Saint Ménelé, pris en possession le 8 novembre 1763 —, évalué à quinze livres de revenus.
Sise sur la terre de la Larderie, cette chapelle des champs présente un chœur des XIIe ou XIIIe siècles — contemporain de celui de l’église Saint-Pierre — ; s’ajoute la nef en partie reconstruite par Jacques Colombeau à la fin du XVIIIe siècle. Le bénitier porte la date de 1647. Le retable du maître-autel a pu être réalisé en vue de la translation des reliques en 1712 ; de même les autels latéraux.
Deux ex-voto, l’un de 1871, l’autre de 1946, ont été scellés aux murs du chœur pour remercier le saint d’avoir protégé Précigné lors des occupations allemandes.
Les Parillés
Après la Larderie, et presque en limite de commune, on atteint les Parillés, au sud-ouest du bourg. Lieu antique s’il en est, son nom semble venir du latin Parilia, pariolorum, rappel des fêtes célébrées jadis dans les campagnes en l’honneur de Palès, protectrice romaine des bergers et de leurs troupeaux.
Le chanoine Persigan écrivait en 1877 : « Un jour, dans une excursion archéologique, nous découvrîmes aux Parillés des substructions en petit appareil. Les restes négligés d’anciennes douves, des murs d’enceinte, un immense portail détruit il y a peu d’années, les débris d’énormes pavés dans la vaste cour témoignaient encore de l’importance passée du château des Parillés ». L’ancien étang a disparu. Les vestiges même ont beaucoup souffert et l’historien ne peut que déplorer l’effacement progressif du lieu de naissance de saint Ménelé. Seules demeuraient en 1975 une fuie incorporée dans un pignon et deux coussièges intactes – bancs de pierre dans l’embrasure d’une fenêtre –.

### Personnalités liées à la commune
- Guillaume des Roches, sénéchal d'Anjou, seigneur de Sablé, de Longué-Jumelles et de Château-du-Loir (1165-1222). Il était beau-père d'Amaury de Craon, sénéchal d'Anjou et seigneur de Craon. Ils s'illustrèrent ensemble dans la Bataille de la Roche-aux-Moines en 1214 contre les Anglais.
- Urbain de Laval Bois-Dauphin, (°1557 - † 27 mars 1629), marquis de Sablé et seigneur de Bois-Dauphin, Précigné, d'Aunay et de Saint-Aubin, etc., comte de Bresteau, homme de guerre et diplomate français.
- Pierre Massé (XVIe siècle), auteur d'un ouvrage sur la sorcellerie.
- Le vicomte Olivier-Charles-Camille-Emmanuel de Rougé (1811 - 1872 à Précigné, au château de Bois-Dauphin), égyptologue et philologue. Conservateur du musée égyptien du Louvre, professeur d’archéologie égyptienne au Collège de France. Sénateur et conseiller d’État. Auteur d’ouvrages savants sur l’Égypte.
- L’abbé Louis Pierre Désiré Chevallier (26 septembre 1852 à Précigné - 1938), fils de Louis Chevallier, potier, et de Rosalie Panchèvre. Naturaliste, botaniste et explorateur du Sahara.
- Alexis-Armand Charost (1860-1930), ecclésiastique, archevêque, cardinal. Né au Mans, il fut élève du petit séminaire de Précigné. Il fut notamment évêque de Lille de 1913 à 1921, où il s'employa à protéger la population lilloise lors de la Grande Guerre, puis archevêque de Rennes de 1921 à sa mort, en 1930. Il avait été créé cardinal en 1922 par le pape Pie XI.
- Norbert-Georges-Pierre Rousseau (1871-1939), prêtre, théologien, spécialiste du chant grégorien, professeur puis supérieur du grand séminaire du Mans, évêque du Puy-en-Velay. Décédé à l'ancienne abbaye du Perray-Neuf, sa possession familiale.
- Zacharie Marie Amédée Courtillier (9 mars 1837 à Précigné - 27 novembre 1893 à Paris 9e arrondissement), propriétaire du château du Perray-Neuf à Précigné, président de la Société des agriculteurs de la Sarthe, président du conseil général de la Sarthe, président fondateur de la Société de secours mutuel de Précigné, trésorier payeur général de l’Ain, chevalier de la Légion d’honneur, décédé sans alliance. Après sa mort, le château-abbaye est vendu à la famille Rousseau. Il était le fils de Zacharie Courtillier, régisseur de la terre du Bois-Dauphin du vicomte Charles de La Porte de Ryantz, propriétaire et acquéreur du château-abbaye du Perray-Neuf en 1836, membre du conseil d’arrondissement, du conseil de fabrique et du conseil municipal de Précigné et de Sophie Marie Anne Le Lasseux, tante du député de la Mayenne, Ernest Le Lasseux.

### Héraldique
| Les armes de Précigné | Les armes de la commune de Précigné se blasonnent ainsi : « D'or, à la croix de gueules chargée de cinq coquilles d'argent et cantonnée de seize alérions d'azur. » |